# 조너선 새프런 포어

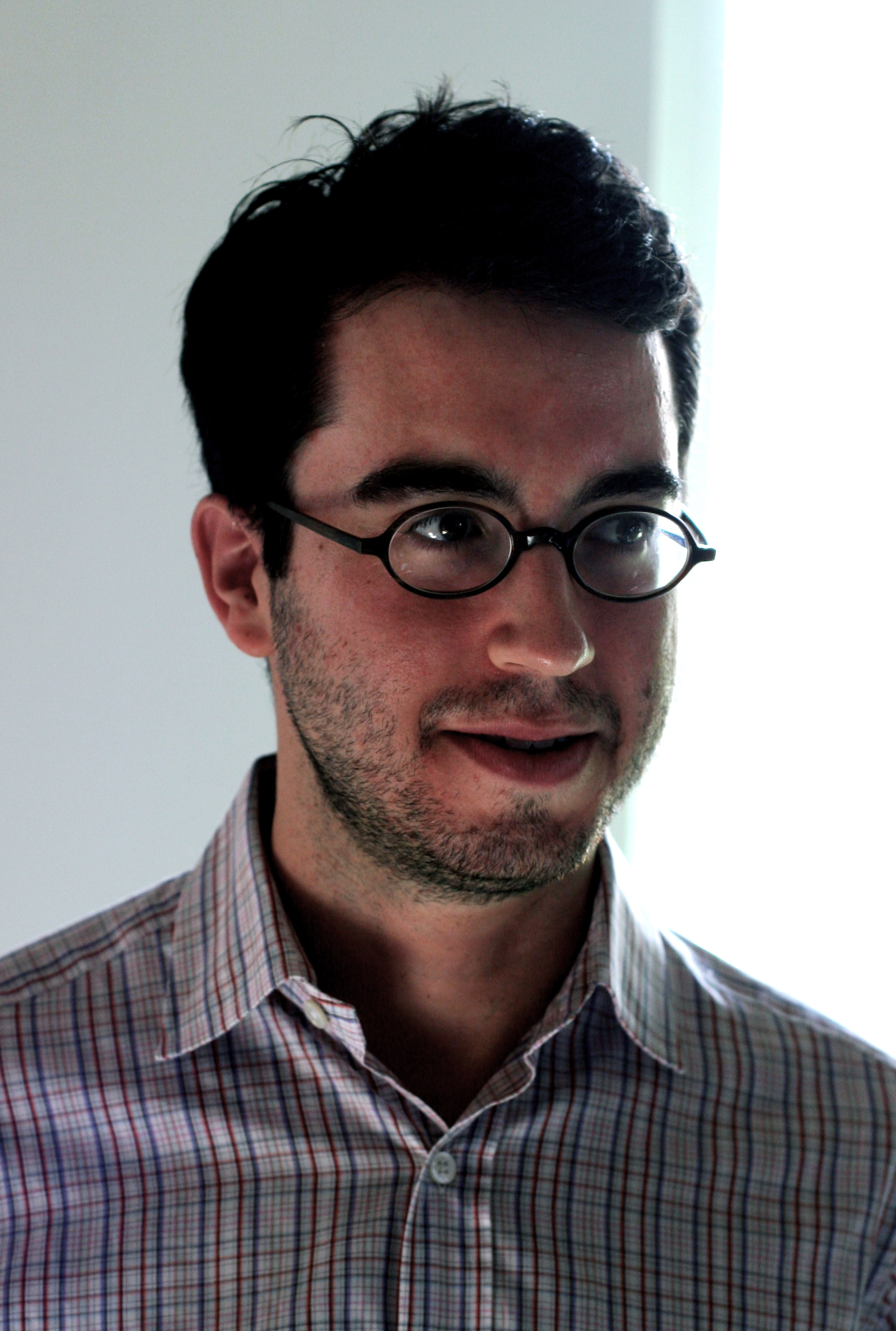
조너선 새프런 포어

조너선 새프런 포어(영어: Jonathan Safran Foer, 1977년 2월 21일 ~ )는 미국의 작가이다. 작품 《모든 것이 밝혀졌다》 (2002), 《엄청나게 시끄럽고 믿을 수 없게 가까운》 (2005)으로 잘 알려져 있다.

## 작품

### 소설
- 《모든 것이 밝혀졌다》 (Everything Is Illuminated, 2002)
- 《엄청나게 시끄럽고 믿을 수 없게 가까운》 (Extremely Loud and Incredibly Close, 2005)
- Tree of Codes (2010)

### 논픽션
- 《동물을 먹는다는 것에 대하여》 (Eating Animals, 2009)